# أتريسميديا
شركة أتريسميديا ميديا (بالإسبانية: Atresmedia Corporación de Medios de Comunicación)‏ سابقًا مجموعة أنتينا 3، هي مجموعة إعلامية إسبانية ، تعمل في صناعات التلفزيون والراديو والسينما. من بين المساهمين البارزين في بلانيتا دياجوستيني ومجموعة آر تي أل.
في 6 مارس 2013 ، تم تغيير اسم مجموعة أنتينا 3 إلى أتريسميديا ، وبالتالي تم تغيير تلفزيون أنتينا 3 إلى تلفزيون أتريسميديا.

## وصلات خارجية
رسمي
- الموقع الرسمي

الأمور المالية
- Atresmedia Corporación de Medios de Comunicación, S.A. — تمويل قوقل
- Atresmedia Corporación de Medios de Comunicación, S.A. — Hoover's